# ロナルト・ヴァイゲル
ロナルト・ヴァイゲル (Ronald Weigel、1959年8月8日-)は、旧東ドイツの元陸上競技選手。1980年代から1990年代にかけて活躍した競歩選手で、オリンピックでは3つのメダルを獲得した選手である。テューリンゲン州ヒルトブルクハウゼン出身。

## 経歴
ヴァイゲルは、子供のころに素質を見出され、1973年には東ドイツの学生の大会で優勝。1977年にはヨーロッパジュニア選手権の10000m競歩で2位となり力をつけていった。1983年には第1回世界陸上選手権の50km競歩に出場。3時間43分08秒で金メダルを獲得し大きな世界大会で初めて勝利する。
さらにヴァイゲルは、1984年6月20日ベルリンで行われた50km競歩競技会で人類史上初の3時間30分台となる3時間38分31秒の当時の世界記録をマーク。しかし同年の1984年ロサンゼルスオリンピックには東ドイツがボイコットしたため世界記録保持者ながら出場できなかった。2年後には3時間38分17秒と自らの世界記録を更新。1988年ソウルオリンピックには20km競歩と50km競歩の両方に出場し、両種目で銀メダルを獲得。ドイツの競歩選手で20kmと50kmの両方でメダルを獲得した選手は現在に至るまでヴァイゲルただ一人、世界的にもヴァイゲルが2人目であった。
1996年アトランタオリンピック後に引退。引退後はオーストラリア、ドイツのナショナルコーチを務め、ネーサン・ディークスらを指導。

## 主な実績
| 年   | 大会                     | 場所                         | 種目      | 結果 | 記録          |
| ---- | ------------------------ | ---------------------------- | --------- | ---- | ------------- |
| 1983 | 世界陸上選手権           | ヘルシンキ(フィンランド)     | 50km競歩  | 1位  | 3時間43分08秒 |
| 1987 | ヨーロッパ室内陸上選手権 | リエヴァン(フランス)         | 5000m競歩 | 2位  | 19分08秒93    |
| 1987 | IAAFワールドカップ競歩   | ニューヨーク(アメリカ合衆国) | 50km競歩  | 1位  | 3時間42分26秒 |
| 1987 | 世界陸上選手権           | ローマ(イタリア)             | 50km競歩  | 2位  | 3時間41分30秒 |
| 1988 | オリンピック             | ソウル(韓国)                 | 20km競歩  | 2位  | 1時間20分00秒 |
| 1988 | オリンピック             | ソウル(韓国)                 | 50km競歩  | 2位  | 3時間38分56秒 |
| 1991 | IAAFワールドカップ競歩   | サンノゼ(アメリカ合衆国)     | 50km競歩  | 3位  | 3時間47分50秒 |
| 1992 | オリンピック             | バルセロナ(スペイン)         | 50km競歩  | 3位  | 3時間53分45秒 |
| 1994 | ヨーロッパ室内陸上選手権 | パリ(フランス)               | 5000m競歩 | 2位  | 18分40秒32    |